# 梅田公太
梅田 公太（うめだ こうた、1995年5月5日 - ）は、日本の男性プロレスラー。熊本県熊本市出身。熊本市立西山中学校卒業。

## 経歴
2014年
- 11月28日、北沢タウンホールで行われたDNA旗揚げ戦での樋口和貞戦でデビュー。
- 12月10日、新宿FACE大会で開催された「BOYZ」にて岩崎孝樹と対戦しプロ入り初勝利。

2015年
- 5月31日、DDT後楽園ホール大会でキング・オブ・ダーク王座に挑戦して絶対王者と称される伊橋剛太をハイキックで沈め戴冠を免れる。
- 6月4日、北沢タウンホール大会で開催された「DNA6」にて、「KING OF DDT 2015」への出場権を賭けて中津良太と対戦し、ハイキックで沈める。
- 9月5日より開催された、プロレスリング・ノアの「日テレG+杯争奪ジュニアヘビー級タッグ・リーグ戦」に参加を立候補し、KUDOをパートナーに初の他団体への出場が決定。初戦の石森太二&政宗組には負けたものの、次戦の平柳玄藩&キャプテン・ノア組に勝利する。だが、3戦目の小川良成&ザック・セイバーJr.組との試合中にKUDOが右膝を負傷し、以降のリーグ戦は棄権となってしまったため、最終戦は急遽、齋藤彰俊&北宮光洋とタッグを組み、モハメド・ヨネ&熊野準&スペル・クレイジーとの対戦にカードが変更され、結果的に他団体のレスラーと、対戦だけでなくタッグを組む機会を得る。
- 11月14日、仙台大会で酒呑童子に加入。

2016年
- 9月10日　静岡・クリエート浜松にて負傷。右膝前十字靭帯断裂ならびに右大腿骨骨挫傷で長期欠場。

2017年
- 11月9日　新木場1stRINGにて復帰。

2018年
- 2月25日、酒呑童子を脱退。
- 4月11日、「DDT LIVE! マジ卍」で行われた『マジ卍トーナメント』にて優勝し、Next starとして、団体からの猛プッシュを受ける。

2019年
- 5月28日、実家の家業を継ぐ為DDT退団発表。
- 7月21日、DDT後楽園大会にてDDT退団、フリーに転身。本人は引退を申し出たが社長の髙木三四郎からいつでもプロレスラーに復帰できる様にとフリー扱いとなった。

## 得意技
各種キック
ビッグブーツ
梅田ドライバー（仮）
変形ノーザンライトボム

## 人物・エピソード
- キックボクシングをバックボーンに持つ。

## タイトル歴
DDTプロレスリング
- KO-D6人タッグ王座（第33代）
パートナーは上野勇希&竹田光珠

九州プロレス
- 九州プロレスタッグ王座（第13代）
パートナーは佐々木日田丸

## 入場曲
- fighting man / 清木場俊介

## 舞台出演
- DDTドラマティックドリームシアターDNA組「櫻農カプリチオ～櫻ヶ丘農業高等学校狂想曲～」（2018年7月5日 ‐ 7日、千本桜ホール）‐ 鴨下翔弥 役